# Cobaea aequatoriensis
Cobaea aequatoriensis là một loài thực vật có hoa trong họ Polemoniaceae. Loài này được Aspl. mô tả khoa học đầu tiên năm 1954.